# Verónica Martínez de la Vega
Verónica Martínez de la Vega y Mansilla es una matemática mexicana especializada en topología. Es investigadora del Instituto de Matemáticas de la Universidad Nacional Autónoma de México y miembro del Sistema Nacional de Investigadoras e Investigadores (México) nivel III.

## Formación académica y trayectoria
Realizó sus estudios de licenciatura, maestría y doctorado en matemáticas en la UNAM. Obtuvo el grado de doctora en 2002 con una tesis dirigida por Janusz J. Charatonik, titulada Estudio sobre dendroides y compactaciones métricas del rayo. 
Desde 1998 es profesora en la Facultad de Ciencias (UNAM) y desde 2005 es investigadora en el Instituto de Matemáticas de la Universidad Nacional Autónoma de México. Ha realizado estancias académicas en instituciones como la Universidad Estatal de Sacramento, Universidad Tulane, Universidad Baylor, la Universidad de Wrocław (Polonia) y la Universidad de Maribor (Eslovenia).

## Investigación
Su área de investigación es la topología de conjuntos, con especialización en teoría de continuos, hiperespacios y sistemas dinámicos discretos. Ha publicado más de 40 artículos en revistas científicas arbitradas y ha sido ponente plenaria en diversos congresos internacionales.
Entre sus contribuciones se encuentran resultados sobre estructuras como los dendritas, el pseudoarco y productos simétricos.

## Actividades académicas y formación
Ha dirigido múltiples tesis de licenciatura, maestría y doctorado. Ha impartido más de 50 cursos universitarios en distintos niveles y participa activamente en la formación de jóvenes investigadores. Desde hace más de 18 años organiza talleres de verano enfocados en topología, que han contado con la participación de investigadores internacionales.

## Divulgación y participación institucional
Desde 1998 participa activamente en la Olimpiada Mexicana de Matemáticas, como jurado, entrenadora y delegada estatal. También ha sido organizadora de competencias nacionales e internacionales.
Ha formado parte del Consejo Universitario de la UNAM y ha trabajado en favor de la equidad de género en la ciencia. Forma parte de la Comisión Interna para la Igualdad de Género del Instituto de Matemáticas.

## Publicaciones
Martínez de la Vega y Mansilla ha publicado más de 40 artículos de investigación en revistas como Topology and its Applications, Rocky Mountain Journal of Mathematics, Houston Journal of Mathematics, Colloquium Mathematicum, Glasnik Matematički y Applied General Topology. Entre sus trabajos más citados y representativos se encuentran:
- "Product Topology in the Hyperspace of Subcontinua", Topology and its Applications (2000).
- "The RNT Property on Compactifications of the Ray", Lecture Notes in Pure and Applied Mathematics (2002).
- "Open Selections on Smooth Fans", Topology and its Applications (2006).
- "Rigidity of Symmetric Products", Topology and its Applications (2013).
- "Uniqueness of Hyperspaces of Peano Continua", Rocky Mountain Journal of Mathematics (2013).
- "Universal Dendrite D3 as a Generalized Inverse Limit", Houston Journal of Mathematics (2015).
- "Monotone Classes of Dendrites", Canadian Journal of Mathematics (2016).
- "Fans Having Unique Cones", Topology and its Applications (2021).
- "Dynamics of Induced Mappings on Symmetric Products", Applied General Topology (2022).
- "Irreducibility of Strong Size Levels", Mathematica Slovaca (2024).

## Vida personal
Es madre de dos jóvenes. Le interesa la enseñanza como un proceso recíproco de aprendizaje. Disfruta la lectura, el teatro y el senderismo.